# ボーンマス
ボーンマス（Bournemouth）は、イングランド南部ドーセットの南海岸に位置する町（タウン）。ドーセット最大の町で、人口は約20万人（2021年）。11km続くビーチや温暖な気候から、イギリス有数のリゾート地として知られる。隣接するプール及びクライストチャーチと共にサウス・イースト・ドーセット都市圏を構成し、これらを含む人口は約40万人となる。
イギリス各都市の住民にその街での生活が幸せかを尋ねた2007年の「イギリスで最も幸福な街」調査で、ボーンマスは回答者の82%が幸せと答え1位となった。

## 歴史
ボーン川（Bourne）の河口（mouth）を意味するボーンマスの名が地域名として記録に初めて登場するのは14世紀である。18世紀までは荒れ地に過ぎなかったが、1812年にドーセット義勇農騎兵団の将校ルイス・トレゴンウェル（Lewis Tregonwell）が地主ジョージ・タップス（George Tapps）より土地を購入し移住。この一帯を保養地とする計画を立てたトレゴンウェルは、結核に効くとされていたマツを植樹し、いくつかの貸別荘（ヴィラ）を建てた。この試みは結果的に成功しなかったものの、トレゴンウェルが亡くなる1832年には別荘や家屋が点在する小コミュニティとなっていた。今日トレゴンウェルは「ボーンマスの創設者」とされている。
タップスの死後、土地を相続した息子のジョージ・タップス＝ジャーヴィス（George Tapps-Gervis）が更なる街の発展に着手し、ボーンマス最初のホテル（現在のロイヤル・バース・ホテル）を建設したり、著名な作家を招いて滞在させるなど、リゾート地としての知名度の向上に尽力した。1856年には今日街のシンボルであるボーンマス桟橋の原型となる長さ30mの桟橋が設置された。
1870年に鉄道が開通すると街は急速に発展し、ミッドランドやロンドンからの避暑客で賑わいを見せるようになった。1880年には17,000人だった人口は1900年には60,000人に跳ね上がり、多くの芸術家や作家が滞在した。20世紀に入ると中心街に多くの劇場、カフェ、ホテル、アール・デコ様式の映画館が誕生した。第二次世界大戦中は大規模な爆撃からは免れたが、海からの侵入に備えて要塞化された臨海地区は深刻な損害を受けた。
歴史的にはハンプシャーの一部であるが、1974年の地方行政再編によりドーセットに編入。1997年に単一自治体となったが、2019年に近隣のクライストチャーチやプールと合併した。

## 地理
ロンドンから170km南西に位置する。西をプール、東をクライストチャーチ、北をイースト・ドーセットと接し、南はイギリス海峡（プール湾）に面している。ストゥア川が北端・東端に自然境界を形成し、都市名の由来でもあるボーン川は街の中心を分断するように進んでイギリス海峡へと注ぐ。世界遺産のジュラシック・コーストは西に位置する。

### 気候
南海岸に位置するボーンマスは年間を通して比較的温暖な気候に恵まれており、夏の平均気温は12〜22℃、冬の平均気温は1〜8℃である。年間降水量は約800mmで、イギリスの国内平均である1126mmより少ない。

## 経済
イギリス平均より10%高い95%の就業人口がサービス産業に従事する。製造業は隣町プールで根付いたためボーンマスでは衰退しており、就業人口の2%に過ぎない。ボーンマス経済の中心は観光業であり、年間4.4億ポンド（約620億円）の収益がある。2020年5月、2019新型コロナウイルスによるロックダウンが解除されると大勢の観光客が海岸線に繰り出し話題となった。
海岸線にほど近いボーン川両岸に形成されたショッピングストリートは、大部分が歩行者天国となっており、ブティックやカフェ、アクセサリーショップが立ち並んでいる。東部のボスコム地区（Boscombe）にはアンティークショップや露店が、西のウェストボーン地区（Westbourne）にはブランドショップやインテリアショップが集まる。ヴィクトリア様式のアーケードも各所で見られる。北部の郊外にはカッスルポイント・ショッピングセンター（Castlepoint Shopping Centre）と呼ばれる大型商業施設がある。

## 文化

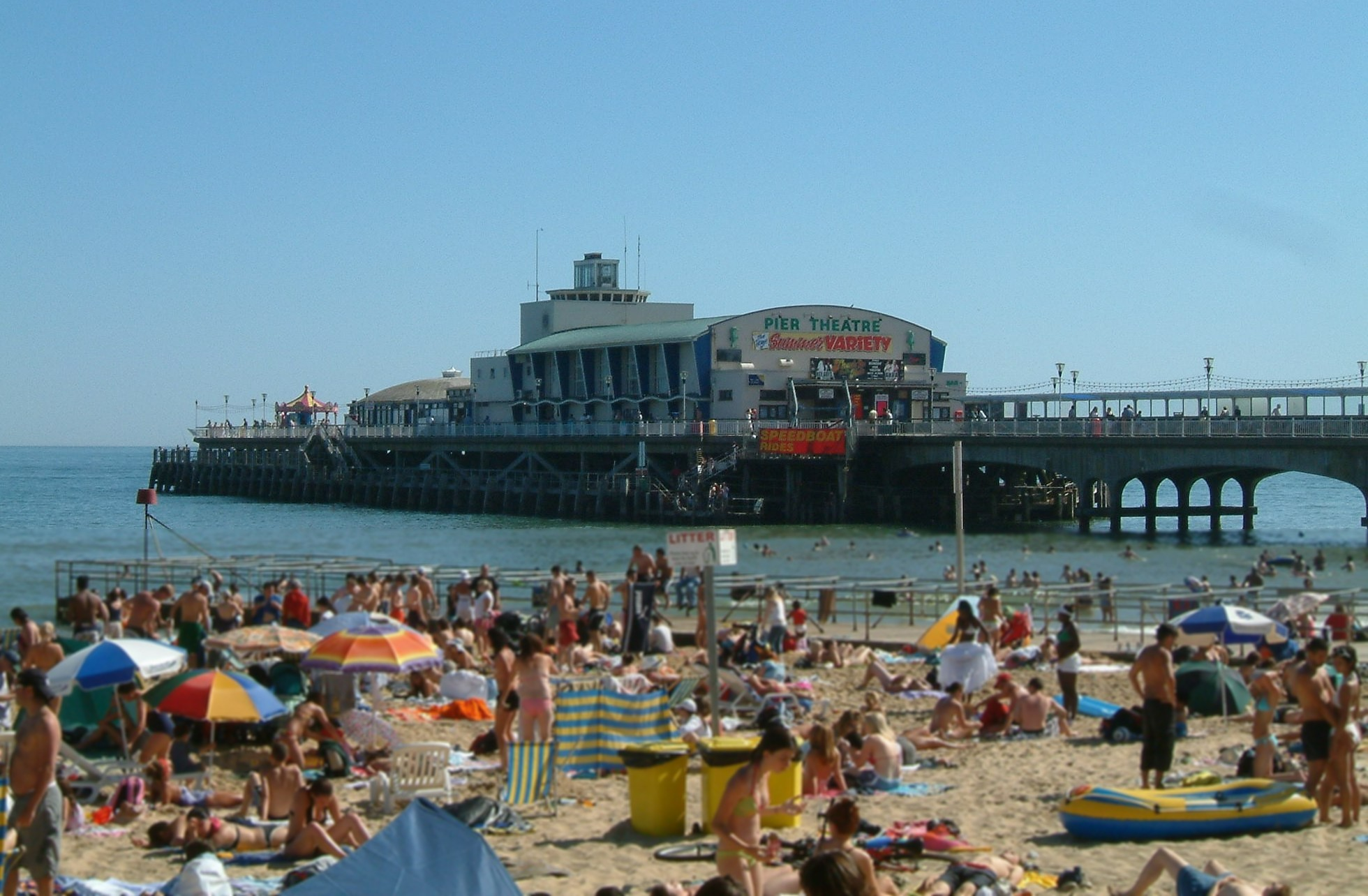
ボーンマス桟橋

7マイル（約11km）続くビーチやヴィクトリア朝・エドワード朝建築の街並みで知られる。かつては現役引退後の生活を楽しむ保養地というイメージがあったが、現在では中心街にクラブやバー、レストランが建ち並び、若者がナイトライフを満喫できる街としても人気がある。また語学学校が多く、主要な語学留学先として多くの留学生が訪れる。

### ランドマーク

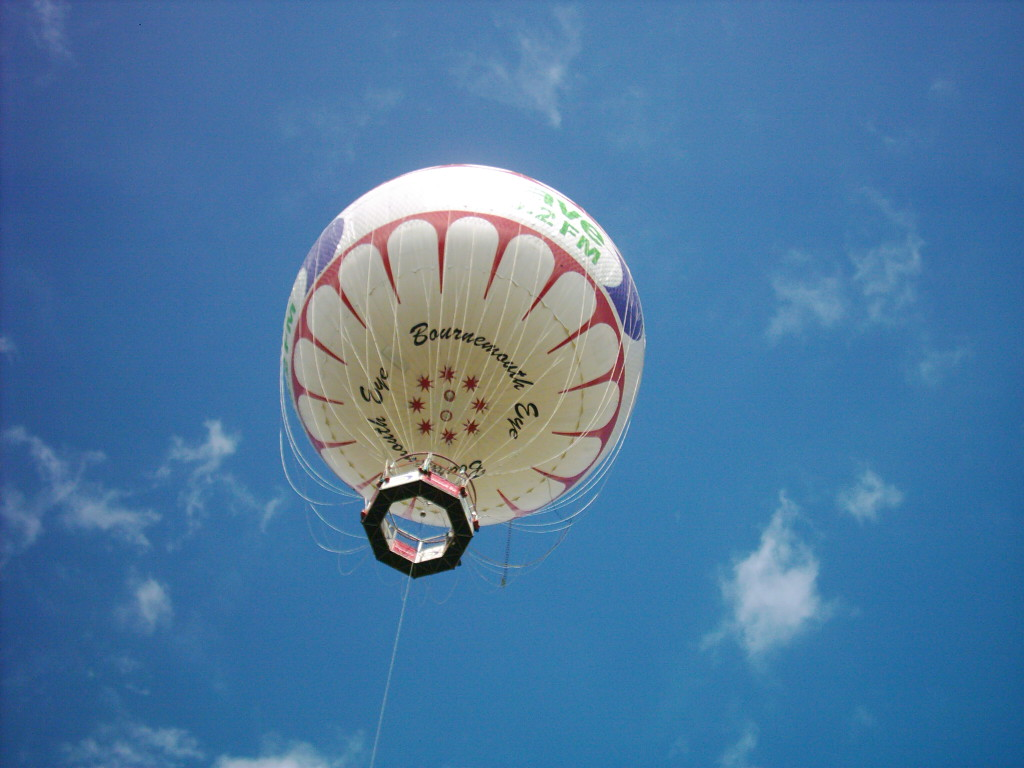
地上から見たボーンマス・アイ

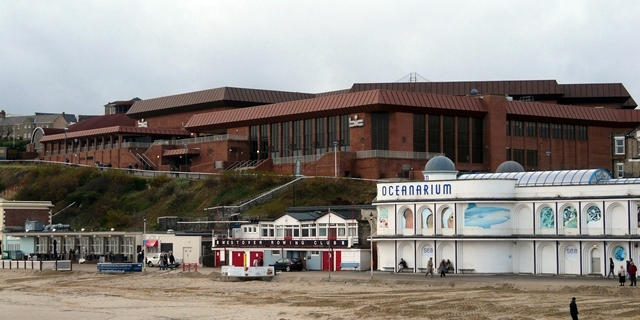
ボーンマス・インターナショナル・センターとボーンマス海洋水族館

- ボーンマス桟橋（Bournemouth Pier）

最も有名な観光スポットの一つで、ビーチの中央に位置する。1856年に全長30mの質素な桟橋が設置され、その後度重なる拡張・補強により305mにまで延長されたが、大戦中は敵艦の侵入を防ぐために上部構造を除去されていた。桟橋上にはピア・シアターと呼ばれる劇場があり、レストランやバーも併設されている。
- ボーンマス・インターナショナル・センター（Bournemouth International Centre, BIC）

3大政党の党大会が開かれるなど会議場として使用されるほか、コンサート会場としても利用される。
- セント・ピーター教会（St Peter's Church）

ボーンマスで最初に建てられた教会で、第一級指定建築物（Grade I listed building）に認定されている。『フランケンシュタイン』の作者として知られるメアリー・シェリーの一族の墓地がある。
- ボーンマス・ガーデンズ（Bournemouth Gardens）

街の中心を流れるボーン川に沿って造られたヴィクトリア様式の公園。上流側からアッパー・ガーデンズ、セントラル・ガーデンズ、ローワー・ガーデンズと呼ばれ、川と共にボーンマス桟橋まで続いている。
- ボーンマス・アイ（Bournemouth Eye）

ローワー・ガーデンズ内にある、繋留されたヘリウム気球。30人の乗客を乗せて、地上150メートルまで上昇する。
- ロイヤル・バース・ホテル（Royal Bath Hotel）

創業1838年のヴィクトリア建築による高級ホテル。プリンス・オブ・ウェールズ（後のエドワード7世）の宿泊より「ロイヤル」を冠する。オスカー・ワイルドや時の首相ベンジャミン・ディズレーリなどの名士も滞在した。
- パビリオン・シアター（Pavilion Theatre）
- ボーンマス海洋水族館（Oceanarium Bournemouth）
- ウォーターフロント・コンプレックス（IMAXシネマ）

750万ポンド（約11億円）を投資し、1999年に海岸通りにオープンした複合娯楽施設。全高19mの高さがパーベック島（Isle of Purbeck）を望む景観を損ねるとして住民や観光客から非難の声が上がり、2005年の調査では「イングランドで最も嫌われている建物」に選出されるという不名誉を被った。これを受けて、当施設は2013年中の取り壊しが決定した。跡地には野外のイベントスペースが新設される予定である。

### 芸術

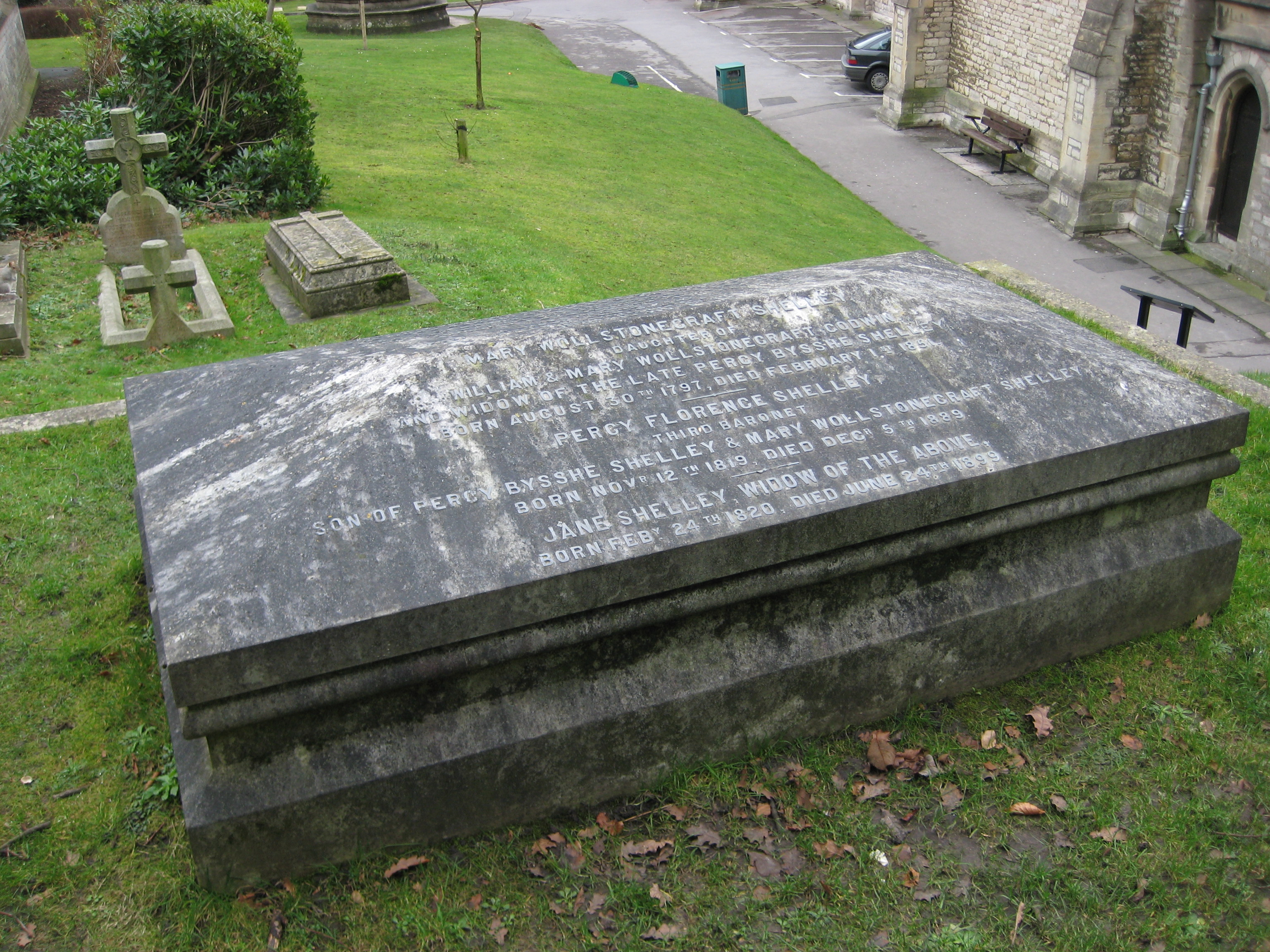
セント・ピーター教会内にあるメアリー・シェリーとその家族の墓

- 1901年に完成したラッセル＝コーツ美術館・博物館（Russell-Cotes Art Gallery & Museum）にはランドシーア、ウィリアム・フリス、ロセッティ、アーサー・ヒューズなどヴィクトリア朝時代の代表的な画家の他、創立者ラッセル＝コーツが日本旅行中にコレクションした日本の美術品も展示される[26]。
- ボーンマス交響楽団は1893年創立のオーケストラで、ボーンマスの最も有名な文化団体の一つ[27]。現在は本拠地をプールに移している。
- 『ホビットの冒険』『指輪物語』の著者であるJ・R・R・トールキンは、大学教授を引退後、妻と共にボーンマスに移住し、この地で没している[28]。
- ロバート・ルイス・スティーヴンソンは、この地で代表作『ジキル博士とハイド氏』を著した[17]。
- セント・ピーター教会に『フランケンシュタイン』の作者メアリー・シェリーの一族の墓所がある。メアリーは息子が用意したボーンマスの新居に移り住む予定だったが、家の完成前に亡くなってしまった。亡骸は彼女の意向によりセント・ピーター教会の墓地に埋葬され、父ウィリアム・ゴドウィンと母メアリ・ウルストンクラフトの墓、そして夫パーシー・ビッシュ・シェリーの心臓がこの地に移された[20]。

### 教育
ボーンマス大学とアーツ・ユニバーシティ・ボーンマスという2つの大学があり、いずれもキャンパスは隣町プールにまたがっている。ボーンマス大学はイングランド南部で最も規模の大きい大学の一つとして知られている。また語学教育が盛んな街としても有名なボーンマスには多数の英語学校があり、留学生の語学研修先としても人気がある。

### スポーツ
プレミアリーグ所属のAFCボーンマスというフットボールクラブがあり、チェリーズ(Cherrys)の愛称で親しまれる。
ウォータースポーツが盛んで、風の強い日には多くのウィンドサーファー、カイトサーファーがサーフィンを楽しむ。ボーンマス東部のボスコムにはヨーロッパ初の人工サーフィンリーフが建設されたが、現在安全上の理由により閉鎖されており、改修作業が行われている 。

## 交通
中心街から少し離れてボーンマス駅が、街の東部にポークスダウン駅がある。街の西側の住民には隣町プールのブランクサム駅も利用される。ロンドン・ウォータールー駅まで約1時間50分。バスを利用する場合はロンドンまで約2時間30分。
ボーンマス国際空港は中心街から車で20〜30分の場所にあり、イギリス国内及びヨーロッパ各国にアクセスが可能（実際にはボーンマスではなく隣町クライストチャーチの外れに位置する）。

## 関係者

### ボーンマス出身の著名人
- アレックス・ジェームス　ミュージシャン、ブラーのベーシスト
- マイケル・ジャイルズ　ミュージシャン、キング・クリムゾンの初代ドラマー
- チャールズ・ヒューバート・パリー　作曲家
- サイモン・プレストン　オルガニスト、指揮者、作曲家
- バージニア・ウェード　女子テニス選手
- ジャネット・モンゴメリー　女優
- バリー・ギルバート　電子工学者
- ジョー・アームストロング　計算機科学者、Erlangの共同設計者

### 居住その他ゆかりある人物
- クリスチャン・ベール　俳優
- 橋本じゅん　俳優　一時期当地でケースワーカーとして従事[31]

## 姉妹都市
- ネタニヤ、イスラエル
- ルツェルン、スイス

## ギャラリー

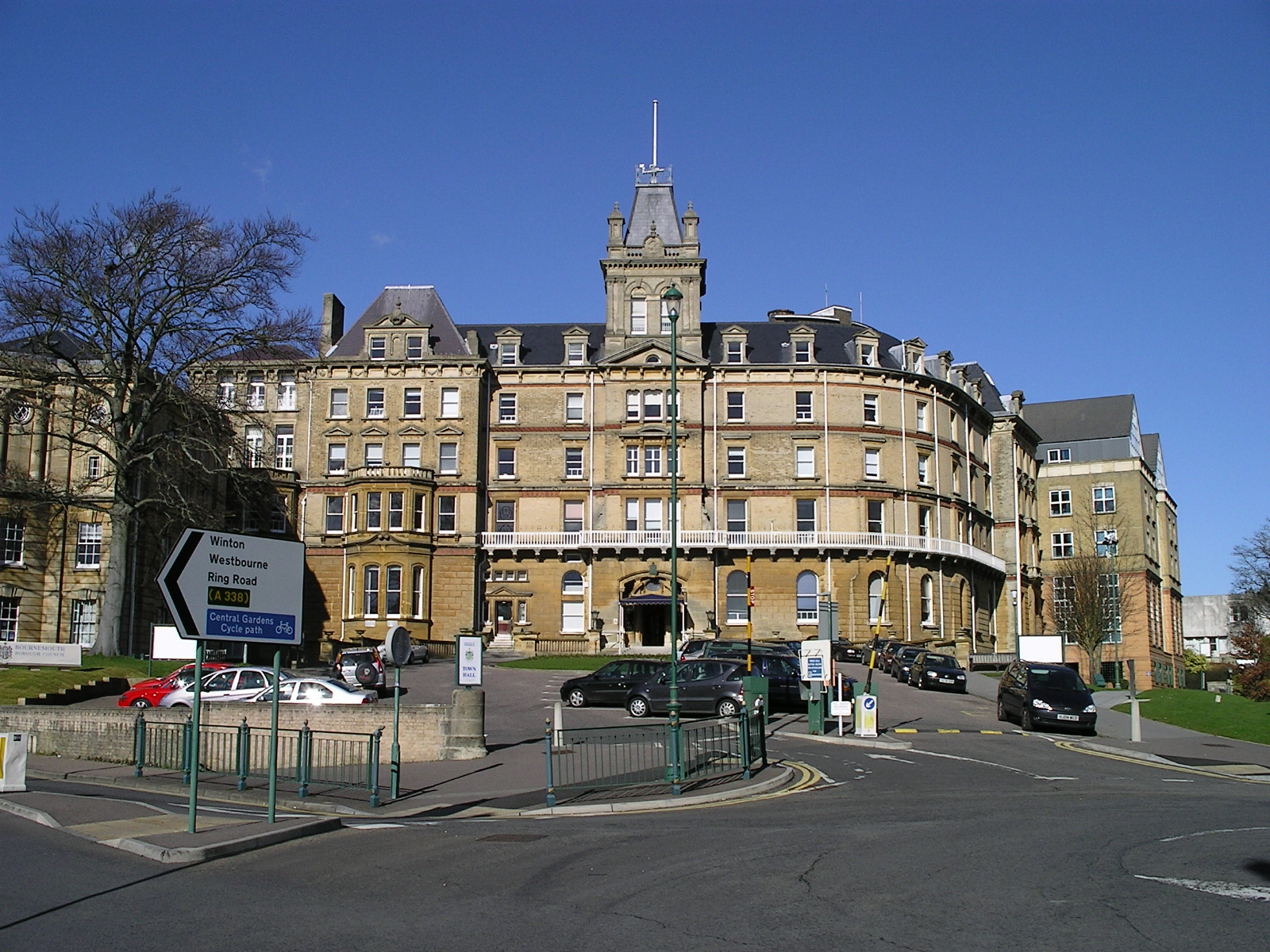
ボーンマス・タウン・ホール
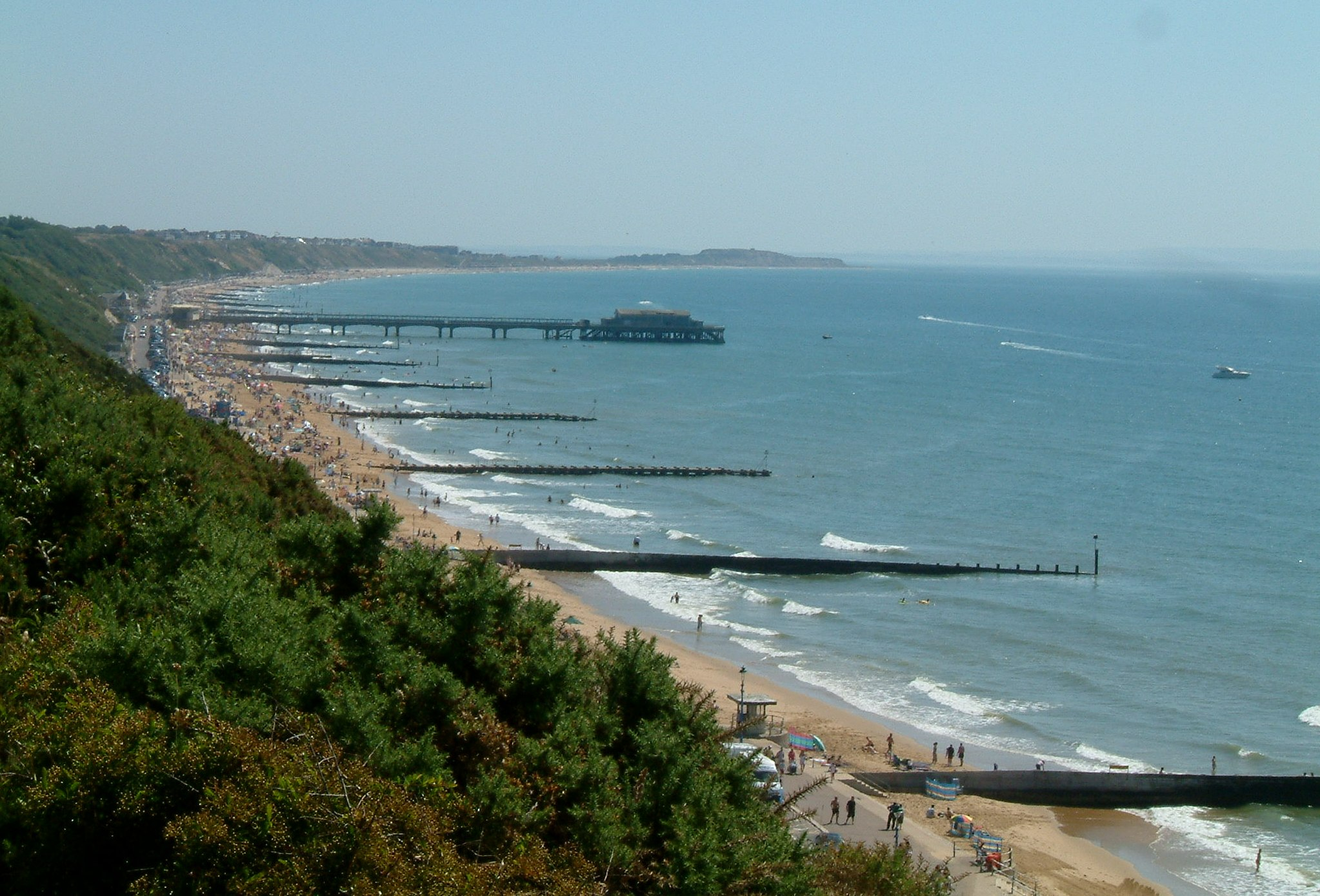
ボーンマスのビーチとボスコム桟橋
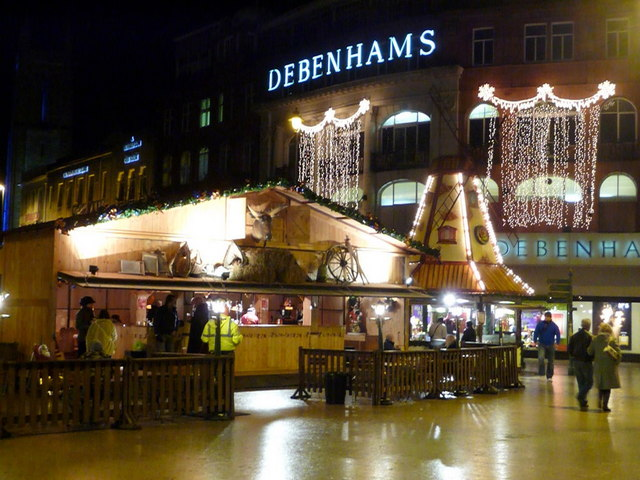
スクウェア（中央広場）のバー
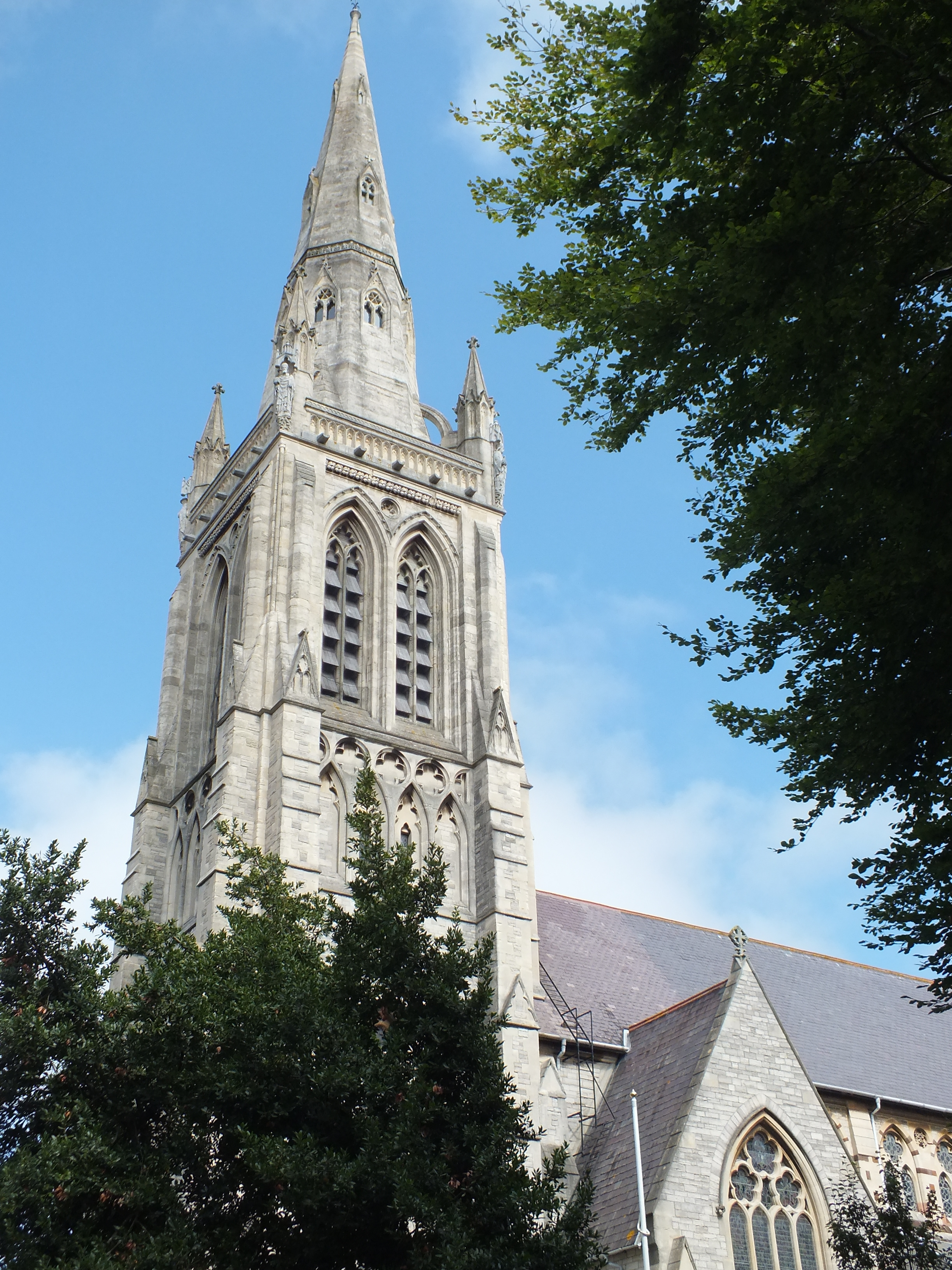
セント・ピーター教会
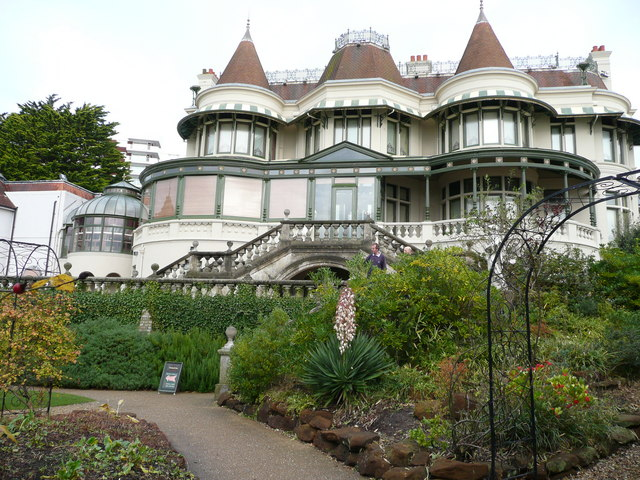
ラッセル＝コーツ美術館・博物館
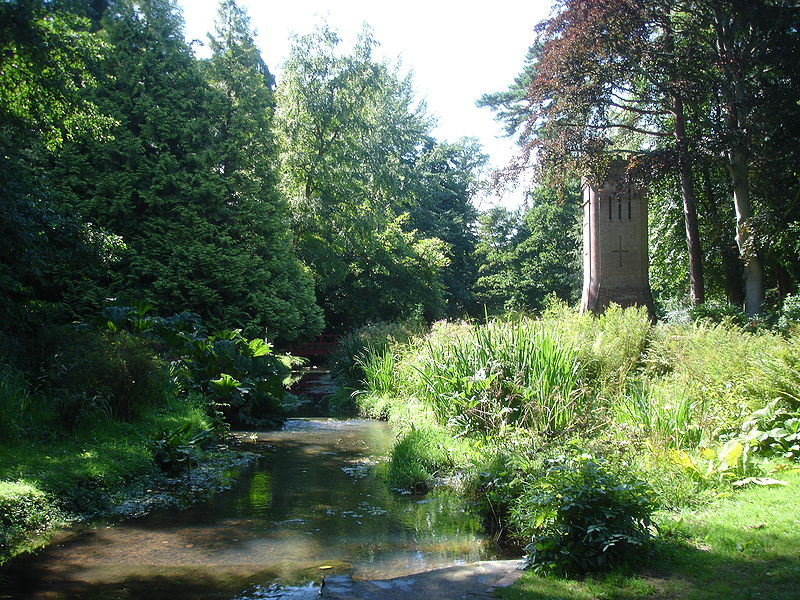
ボーンマス・ガーデンズ